# Urbano Gómez
Urbano Gómez (f. 17 de septiembre de 1889) fue un militar (General) y político mexicano así como Gobernador de Colima.

## Biografía
Nació en Guadalajara, Jalisco, siendo reformista jalisciense, y además subteniente de la Guardia Nacional cuando en 1858 dio la escolta al presidente Benito Juárez.
Llegó a Colima bajo las órdenes del General Pedro Ogazón con el grado de coronel. Fue nombrado Secretario general de gobierno encargado provisional del Poder Ejecutivo y luego, gobernador interino. Como gobernador constitucional, provocó un descontento general, al grado que cuatro diputados del Congreso de Colima el 16 de noviembre de 1861 huyeron a Guadalajara, donde nombraron a Ricardo Palacio como nuevo jefe político, por lo que desaparecieron los poderes. Los diputados eran Francisco J. Cueva, Sebastián Fajardo, José María Ursúa y Sixto de la Vega, que basados en el decreto del gobernador Contreras Medellín de 1858, se inconformaron con la actitud del gobernador Gómez y decidieron, como represalia, suspender las sesiones del congreso local. Luego de diversas actuaciones en la política de Jalisco pasó a Aguascalientes.
Falleció de manera repentina el 17 de septiembre de 1889.